# Play (película de 2011)
Play es una película sueca de género dramático dirigida por Ruben Östlund y estrenada en 2011. Fue escrita por Östlund y Erik Hemmendorff, y se inspira en hechos reales. La cinta retrata a un grupo de chicos negros que roban a un pequeño grupo de niños blancos mediante coacción. La película tuvo una gran acogida por parte de la prensa sueca y ganó en el premio de Cine del Consejo Nórdico en 2012.

## Resumen
En Gotemburgo, una pandilla de cinco adolescentes negros de origen somalí elabora un plan para apropiarse de las pertenencias de otros tres adolescentes. Cuando una de las víctimas comprueba el reloj de su teléfono móvil para decirles la hora, el quinteto empieza con su juego psicológico asegurando que el celular se parece al que le robaron al hermano de uno de ellos. La intimidación por parte de la pandilla dará resultado, y conseguirá convencerlos de que los acompañen a casa del hermano, quien podrá verificar si el celular es el que le sustrajeron o no. 

## Recepción
Play fue, en su mayoría, aclamada por la crítica. La película mantiene un 81/100 de promedio en Metacritic, mientras que en Rotten Tomatoes registra un 80% de votos positivos, con una calificación media de 7/10 basada en 15 reseñas.

### Reacciones
La película despertó controversia en los medios de comunicación suecos, en los que se vieron, sobre todo, reacciones indignadas por parte del espectro  político de la izquierda. El debate se inició cuando el autor Jonas Hassen Khemiri publicó una lista en el diario Dagens Nyheter, con el título "47 razones por las que lloré cuando vi la película de Play de Ruben Östlund".Entre las razones de Hassen Khemiri destacan la sexta, "porque pensé que era racista", y la vigesimoséptima, "porque el público se rió cuando los ladrones negros llamaron mono al chico blanco".
Åsa Linderborg, jefa de la sección cultural del tabloide Aftonbladet, escribió una columna sobre ella. Describió su encuentro con un hombre negro poco después de haber visto Play: "En un nanosegundo, mi cerebro programado involuntariamente proyectó el mismo confundido tráiler que veo cada vez que me encuentro con una persona de color: barcos de esclavos, Tintín en el Congo, las plantaciones de algodón, Ruanda, ANC, Muhammad Ali, The Cosby Show, Yo tengo un Sueño, negerbollar, Malcolm X, niños con moscas en la cara, Obama, el SIDA, Idi Amin... una pandilla de los suburbios robando celulares. Me niego a creer que este cliché es lo que Ruben Östlund quiere plasmar. Pero si no es así ¿qué es lo que pretende, entonces?".
América Vera Zavala respondió a Linderborg en el mismo periódico. Vera Zavala sostuvo que la película no es sobre la raza, sino sobre la clase, y tachó el texto de Linderborg de populista. Expresó su admiración por Östlund definiéndolo como "la estrella largamente ausente en el firmamento cinematográfico sueco. (...) Alguien que se atreve, pese a las previsibles acusaciones de racismo, a describir la brutal sociedad de clases en la que los suecos roban a los suecos".
Lena Andersson de Dagens Nyheter argumentó que tanto la clase com la raza son secundarios en la película, y que la historia se enfoca más en el abuso de poder, algo universalmente humano. Está contado de manera provocadora, pues no permite a la audiencia culpar a alguien externo por la situación, ni sentirse culpable por ella de un modo fácilmente reconocible. Andersson escribió: "Lo incómodo de la película de Östlund es que, a diferencia de otras veces, no levanta un espejo para que los blancos vean reflejada su dominancia, sino para que los oprimidos vean que son capaces también de convertirse en opresores. Así responsabiliza a ambas partes. (...) La percepción de 'el otro' sigue los mismos mecanismos sea cual sea el nombre del grupo, y no mejora porque dicho grupo sea o haya sido víctima del sufrimiento".